# Ten Directions - Il lancio del pensiero
Ten Directions / Il lancio del pensiero è il dodicesimo album del compositore milanese Roberto Cacciapaglia,  pubblicato il 4 maggio 2010, prodotto dalla Glance e distribuito da Sony Music.

## Descrizione
L'album contiene un brano (Double Vision) utilizzato come colonna sonora per lo spot televisivo della Fiat Uno, nel 1988.
I brani sono eseguiti dallo stesso compositore con la Royal Philharmonic Orchestra di Londra.

## Tracce
1. Wind Song
2. Times
3. Luminous Night
4. Handel Hendrix House
5. Wild Sea
6. Double Vision
7. Home
8. Danza in re minore
9. Figlia del cielo III
10. Waterland
11. Moscow River
12. Estasi e abisso